# Planet of the Spiders
Planet of the Spiders (El planeta de las arañas) es el quinto y último serial de la 11.ª temporada de la serie británica de ciencia ficción Doctor Who, emitido originalmente en seis episodios semanales del 4 de mayo al 8 de junio de 1974. Fue el último serial de Jon Pertwee como el Tercer Doctor, y marca la primera aparición sin acreditar de Tom Baker como el Cuarto Doctor, así como la última aparición regular de Mike Yates. Además, se utiliza por primera vez en este serial el término "regeneración".

## Argumento
Tras los eventos de Invasion of the Dinosaurs, Mike Yates ha sido apartado de UNIT y ahora está asistiendo a un centro de meditación tibetana en la Inglaterra rural. Sarah Jane Smith le hace una visita y los dos son testigos de hechos curiosos en el centro, que parecen estar organizados por un residente llamado Lupton, un antiguo hombre de negocios de mediana edad, y sus compinches. Mike y Sarah espían a Lupton cuando está realizando un encantamiento que invoca una araña gigante en medio del suelo de la habitación, y que salta a la espalda de Lupton para después desaparecer. La araña se manifiesta en la cabeza de Lupton, diciéndole que salga a buscar cierto cristal azul.
El Tercer Doctor ha desarrollado un interés en la habilidad psíquica, pero sus pruebas con un clarividente llamado profesor Clegg salieron mal cuando este tuvo un infarto que se desató cuando Clegg entró en contacto con un cristal azul de Metebelis 3 (que le envió Jo Grant por correo desde el Amazonas), que le provocó ver la imagen de arañas mortales. Sarah vuelve desde el retiro tras dejar a Mike vigilando allí, y ella y el Doctor intercambian sus historias de arañas. Mientras tanto, Lupton también llega al cuartel general de UNIT y roba el cristal del laboratorio del Doctor. Una persecución en varios vehículos acaba cuando Lupton escapa teletransportándose de vuelta al monasterio. Una vez allí, la araña le revela que está tramando contra sus hermanas en Metebelis 3. Las arañas y el cristal original pertenecen al mismo planeta azul en la galaxia de Acteon, que no fue muy hospitalario con el Doctor la última vez que lo visitó (en The Green Death).
El Doctor y Sarah se dirigen al monasterio y le dicen al abad en funciones, Cho-je, que hay algo que no va bien. El cristal desaparece una vez más cuando se lo lleva Tommy, un hombre de baja inteligencia del retiro, cuya mente se abre y desarrolla con el poder del cristal. Lupton es teletransportado a Metebelis 3, y sin querer le permite a Sarah seguirle. Ella conoce a los habitantes humanos esclavizados del planeta, un grupo de gente generalmente resignados, salvo por el rebelde Arak que está escondido.
El planeta es gobernado por las Ocho Patas, arañas gigantes, y su Reina es la gobernadora suprema. Gobiernan usando guardias elegidos entre la población Dos Piernas (humanos) del planeta y sus fenomenales poderes mentales, amplificados por las piedras azules del planeta. El Doctor llega al planeta y contacta con Arak, que le explica que los metebelianos son descendientes de la tripulación de una nave espacial de la Tierra que se estrelló cientos de años atrás. Una araña a bordo se abrió camino hasta las Montañas Azules donde, con el efecto de los cristales, su progenie creció cada vez más y se hizo más y más inteligente. El Doctor supone que una piedra "negativa" puede absorber y rechazar el podere de los cristales azules y comienza a animar una revuelta entre los humanos, pero esto se desbarata y el Doctor se aventura en las Montañas Azules. Allí encuentra a la Grande, una araña gigante que controla el mundo de Metebelis y desea poder sobre otros dominios también. Ella sabe que el cristal está aún en la Tierra y envía al Doctor allí a que se lo consiga. Vuelve a la Tierra con Sarah, sin saber que la reina araña se ha implantado a sí misma en la mente de la acompañante.
Tommy le ha dado el cristal al abad, K'anpo Rimpoche, que es un antiguo Señor del Tiempo y el primer mentor del Doctor. Ahora vive un exilio apacible en la Tierra. Le habla al Doctor del control de Sarah, y juntos logran expulsar a la reina Araña. Se desata una lucha en el monasterio entre los compinches de Lupton y los hombres del abad, que le aconseja al Doctor que le lleve el cristal a la Grande: el Doctor comenzó todo esto quitando el cristal al principio, y es su obligación devolverlo a su sitio. Se marcha en la TARDIS con el cristal.
En Metebelis 3, Lupton ha sido asesinado por las arañas tras blasfemar contra la reina araña. Cuando la TARDIS aterriza, el Doctor se dirige a la cueva de la Grande, y le entrega el cristal, que ella usa para completar una red que comienza a amplificar sus poderes mentales. Sin embargo, las fuerzas desatadas son demasiado intensas para la Grande y el rebote de energía positiva mata a la Grande y a las otras arañas. Una tremenda ola de radiación letal inunda la caverna. El Doctor, ahora muy débil, logra llegar a la TARDIS y se marcha.
Tres semanas más tarde, el Brigadier Lethbridge-Stewart y Sarah están en el laboratorio del Doctor cuando este finalmente regresa y se desploma ante ellos. Creyéndole muerto, Sarah Jane le llora mientras cierra sus ojos. Sarah mira al Brigadier con lágrimas de desesperación en su cara. El abad K'anpo llega en su nuevo cuerpo, tras regenerarse en la forma de Cho-Je, que era una proyección de su alma. Le dice que el Doctor también cambiará, y ante sus ojos el Doctor comienza a regenerarse en el Cuarto Doctor.

### Continuidad
- Hay una breve referencia al futuro acompañante Harry Sullivan en el episodio dos.
- En esta historia se produce la segunda y última aparición del Whomobile, que había aparecido antes en Invasion of the Dinosaurs.

## Producción
| Episodio          | Fecha de emisión   | Duración | Espectadores en millones | Estado en el archivo  |
| ----------------- | ------------------ | -------- | ------------------------ | --------------------- |
| Episodio 1        | 4 de mayo de 1974  | 24:40    | 10,1                     | Cinta original en PAL |
| Episodio 2        | 11 de mayo de 1974 | 25:02    | 8,9                      | Cinta original en PAL |
| Episodio 3        | 18 de mayo de 1974 | 24:58    | 8,8                      | Cinta original en PAL |
| Episodio 4        | 25 de mayo de 1974 | 23:53    | 8,2                      | Cinta original en PAL |
| Episodio 5        | 1 de junio de 1974 | 24:01    | 9,2                      | Cinta original en PAL |
| Episodio 6        | 8 de junio de 1974 | 24:43    | 8,9                      | Cinta original en PAL |
| [ 1 ] [ 2 ] [ 3 ] |                    |          |                          |                       |

La última historia de la temporada 11 iba a tener el título The Final Game (El juego final) y originalmente iba a retirar el personaje de El Amo, con el villano Señor del Tiempo sacrificando su vida para salvar la del Doctor. Por la muerte del actor Roger Delgado, el editor de guiones Terrance Dicks abandonó el proyecto para crear una historia nueva, que evolucionó hasta convertirse en Planet of the Spiders.
La estación de tren en la que aparece Sarah Jane en el episodio 1 es la estación de Mortimer, cerca de Reading, Berkshire.